# Phare de Stumholmen
Le phare de Stumholmen (en suédois : Stumholmen fyr ou Karlskrona nedre) ou phare avant de Karlskrona est un feu de gamme situé sur l'île de Stumholmen (en), une partie de la commune de Karlskrona, dans le comté de Blekinge (Suède).

## Histoire
Le phare se trouve près du Musée naval suédois (Marinmuseum sur l'île de Stumholmen. L'île fut d'abord une zone militaire qui est revenue civile dans les années 1970.
Ce feu directionnel sert à l'approche final des navires dans le port de Karlskrona. Il fonctionne conjointement avec le phare de Karlskrona qui est le feu arrière.

## Description
Le phare est une tour cylindrique en maçonnerie de 24 mètres de haut, avec une galerie et une lanterne, montée sur une base circulaire en pierre. La tour est peinte en blanc et le dôme de la lanterne est noire. Son feu isophase émet, à une hauteur focale de 22 mètres, un long éclat rouge toutes les 6 secondes. Sa portée nominale est de 16 milles nautiques (environ 30 km).
Identifiant : ARLHS : SWE-380 ; SV-6099  - Amirauté : C7460 - NGA : 7556 .

## Caractéristique dufeu maritime
Fréquence : 6 secondes (R)
- Lumière : 3 secondes
- Obscurité : 3 secondes

|                         |
| Localisation Stumholmen |

|          |
| Le phare |